# Liga (olasz párt)
A Liga (teljes hivatalos olasz nevén Lega per Salvini Premier, LSP) egy jobboldali populista, gyakran szélsőjobboldalinak minősített, nacionalista, euroszkeptikus, globalizációellenes olasz politikai párt, 2024-ben Matteo Salvini vezetése alatt. 2017 végén jött létre és az Északi Ligából alakult ki.
Nézetei a jobbtól a szélsőjobbig terjednek.